# Kiki Musampa
Kizito Musampa, detto Kiki (Kinshasa, 20 luglio 1977), è un allenatore di calcio ed ex calciatore congolese (Repubblica Democratica del Congo) naturalizzato olandese, di ruolo centrocampista.

## Carriera

### Club
Musampa ha esordito nell'Ajax in cui ha totalizzato 31 presenze e 6 gol. Successivamente ha firmato per il Bordeaux Girondins nel 1997. Ha sperato fino all'ultimo di essere convocato in nazionale per disputare il campionato del mondo 1998, ma non rientrò nei piani di Guus Hiddink. Dopo due stagioni nel Bordeaux decise di passare nel Malaga. In quattro stagioni totalizzò 94 presenze e 22 gol.
Nel 2003 si trasferì all'Atletico Madrid, ma l'anno successivo venne ceduto in prestito al Manchester City. Nel 2005 Musampa fu ceduto definitivamente al Manchester City disputando una buona stagione (45 presenze per 4 gol) in totale. Nel 2006 si trasferì in Turchia, al Trabzonspor dove giocò 14 partite senza andare mai in rete. Nel 2007, da svincolato, decise così di andare a giocare nel Sunderland di Roy Keane, ma dopo un provino venne scartato.
Dopo aver giocato 5 partite nell'AZ Alkmaar di Van Gaal per qualche mese, nella stagione 2007-2008 si ritrova svincolato. Dopo aver provato un'avventura in Canada con la squadra del Toronto FC senza aver successo, il 24 marzo firmò un contratto biennale per l'FC Seoul, club partecipante al campionato K-League (prima divisione sudcoreana). La sua esperienza sudcoreana terminerà presto infatti, dopo sole 3 partite disputate. A gennaio 2009 torna in Olanda, al Willem II giocando solo le ultime 6 delle 7 partite di campionato. Sempre nel 2009, disputa una partita amichevole a settembre con il FC Metz, andando in rete, ma non gli venne comunque fatto un contratto. Decide così di ritirarsi dal calcio professionistico.

### Dopo il ritiro
Assieme a Nordin Wooter (ex Ajax) è stato proprietario della Masters of the Game, azienda operante nel settore del calcio freestyle.

## Palmarès

### Club

#### Competizioni nazionali
- Coppa dei Paesi Bassi: 1

Ajax: 1992-1993
- Supercoppa dei Paesi Bassi: 3

Ajax: 1993, 1994, 1995
- Campionato olandese: 3

Ajax: 1993-1994, 1994-1995, 1995-1996

#### Competizioni internazionali
- UEFA Champions League: 1

Ajax: 1994-1995
- Coppa Intercontinentale: 1

Ajax: 1995
- Supercoppa UEFA: 1

Ajax: 1995
- Coppa Intertoto UEFA: 1

Malaga: 2002